# Zgorzel

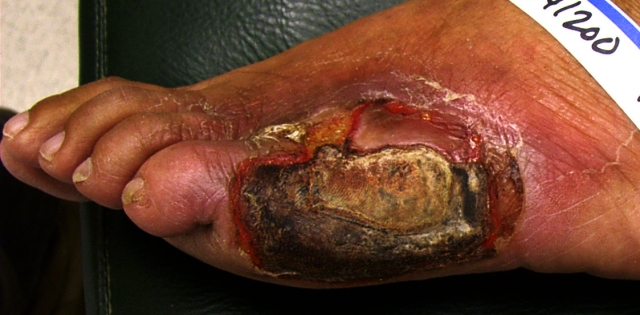
Duże owrzodzenie stopy z widoczną suchą martwicą w przebiegu zespołu stopy cukrzycowej z rozwijającym się zapaleniem tkanki łącznej.

Zgorzel, gangrena – typ martwicy tkanek powodowanej w żywym organizmie przez anaerobowe (beztlenowe) bakterie gnilne z rodzaju Clostridium. Przyczyną gangreny jest obecność ogniska martwicy, dostępnego dla bakterii. Odpowiednie warunki istniejące w ognisku martwicy, takie jak wilgotność, temperatura i brak dostępu tlenu, sprzyjają rozwojowi beztlenowców. Zgorzel powstaje tylko w tych miejscach organizmu, które mają połączenie ze światem zewnętrznym (przez co stają się dostępne dla bakterii), dlatego występuje głównie:
- w powłokach skórnych (po zmiażdżeniach);
- w płucach;
- miazdze próchniejącego zęba;
- w jelitach (gdzie bakterie te przebywają stale jako komensale)[1].

## W medycynie

### Rodzaje
Zgorzel wilgotna
Nazywana także zgorzelą (gangreną) właściwą. Obecna w tkankach z ograniczonymi możliwościami wysychania. Występuje w dwóch odmianach (różnią się one etiologią, obrazem klinicznym i anatomopatologicznym). Odmiany te to:
- zgorzel zwykła;
- zgorzel gazowa. Przebieg choroby jest bardzo szybki, nieleczona kończy się śmiercią. Jej przyczyną jest zakażenie bakterią Clostridium oedemetis maligni, produkujące gaz przyspieszający szerzenie się zgorzeli, na skutek wytwarzanych przez bakterie pęcherzyków. W czasach pokoju do zakażeń dochodzi bardzo rzadko[1].

Zgorzel miazgi zęba

Ten typ zgorzeli jest wynikiem bakteryjnego zakażenia miazgi zęba. Zakażony ząb jest źródłem odogniskowych (zębopochodnych) zakażeń. Zgorzel może być następstwem martwicy zęba; jego charakterystyczną cechą jest gnilny zapach miazgi po trepanacji komory zęba.
Zgorzel sucha

Inaczej zgorzel (gangrena) rzekoma, gdyż nie występuje w tym przypadku gnicie tkanek, ale ich wysuszanie, niezbędne do wystąpienia tego rodzaju zgorzeli. Proces ten nazywa się strupieszeniem, czyli mumifikacją. Początkowo tkanka zmieniona chorobowo ma barwę bladą, następnie w postępującym procesie mumifikacji staje się czarna na skutek odkładania się siarczków żelaza. W jej przypadku może dojść do tzw. samoamputacji na skutek gromadzących się na granicy zgorzeli makrofagów i neutrofilów (fagocytów), przyciąganych przez obecny tu stan zapalny (martwica stymuluje jego powstawanie). Fagocyty te pochłaniają martwą tkankę w tej okolicy.

### Objawy
Objawy miejscowe
Występują po 4-5 dniach od przedostania się drobnoustrojów do organizmu; okres też może ulec wydłużeniu. Wokół zainfekowanej rany pojawia się obrzęk, zaczerwienienie, otaczające tkanki po dotyku wydają charakterystyczne trzeszczenie, dookoła rany występują pęcherze wypełnione posokowatym płynem (wysiękiem ropnym o charakterystycznym, odrażającym zapachu gnilnym) oraz gazem.
Objawy ogólne
- przyspieszenie tętna;
- przyspieszenie oddechu;
- spadek ciśnienia krwi;
- zamroczenie, możliwa utrata świadomości.

### Zapobieganie
Zgłaszanie się do chirurga z każdą zanieczyszczoną raną, szczególnie z ranami:
- miażdżonymi;
- zanieczyszczonymi ziemią;
- zawierającymi ciało obce pochodzenia organicznego.

Wczesne oczyszczenie rany oraz usunięcie ciał obcych zmniejsza ryzyko zgorzeli gazowej.

### Leczenie
- zachowawcze – profilaktyka
- chirurgiczne – usunięcie zakażonego zęba, wycięcie martwych tkanek i odświeżenie brzegów rany, a w ciężkich przypadkach zgorzeli gazowej – amputacja kończyny zainfekowanej;
- podawanie antybiotyków;
- tlenoterapia hiperbaryczna;
- zwalczanie wstrząsu

## Zgorzele roślinne
Zgorzele roślinne to nekrozy prowadzące do zamierania całych organów lub dużych powierzchni rośliny. Zgorzel całych roślin we wczesnych stadiach ich rozwoju nosi nazwę zgorzeli siewek.  Obumieranie kiełków przed wydostaniem się nad powierzchnię gleby – to zgorzel przedwschodowa. Nekroza korzeni i części podliścieniowej oraz nekroza liści i organów nadziemnych – to zgorzel powschodowa.